# Sarah Polk
Pour les articles homonymes, voir Polk.
Sarah Childress Polk, né le 4 septembre 1803 à Murfreesboro (Tennessee) et morte le 14 août 1891 à Nashville, est l'épouse de James Knox Polk, président des États-Unis. Elle est ainsi Première dame des États-Unis entre 1845 et 1849.

## Biographie

### Jeunesse
Née dans la plantation familiale près de Murfreesboro, dans le Tennessee, Sarah Childress est le troisième enfant de Joel et Elizabeth Childress, couple de riches promoteurs et planteurs esclavagiste. Elle et sa sœur Susan reçoivent une éducation approfondie, d'abord à Murfreesboro, puis à Nashville et à Salem.

### Mariage
Sarah épouse James Polk le 1er janvier 1824 dans la demeure familiale des Childress, à Murfreesboro. Elle lui apporte son soutien dans sa carrière politique, qui le voit devenir gouverneur du Tennessee de 1839 à 1841, puis président des États-Unis de 1845 à 1849. Épuisé par la vie politique, Polk meurt trois mois à peine après la fin de son mandat, le 15 juin 1849.

### Veuvage

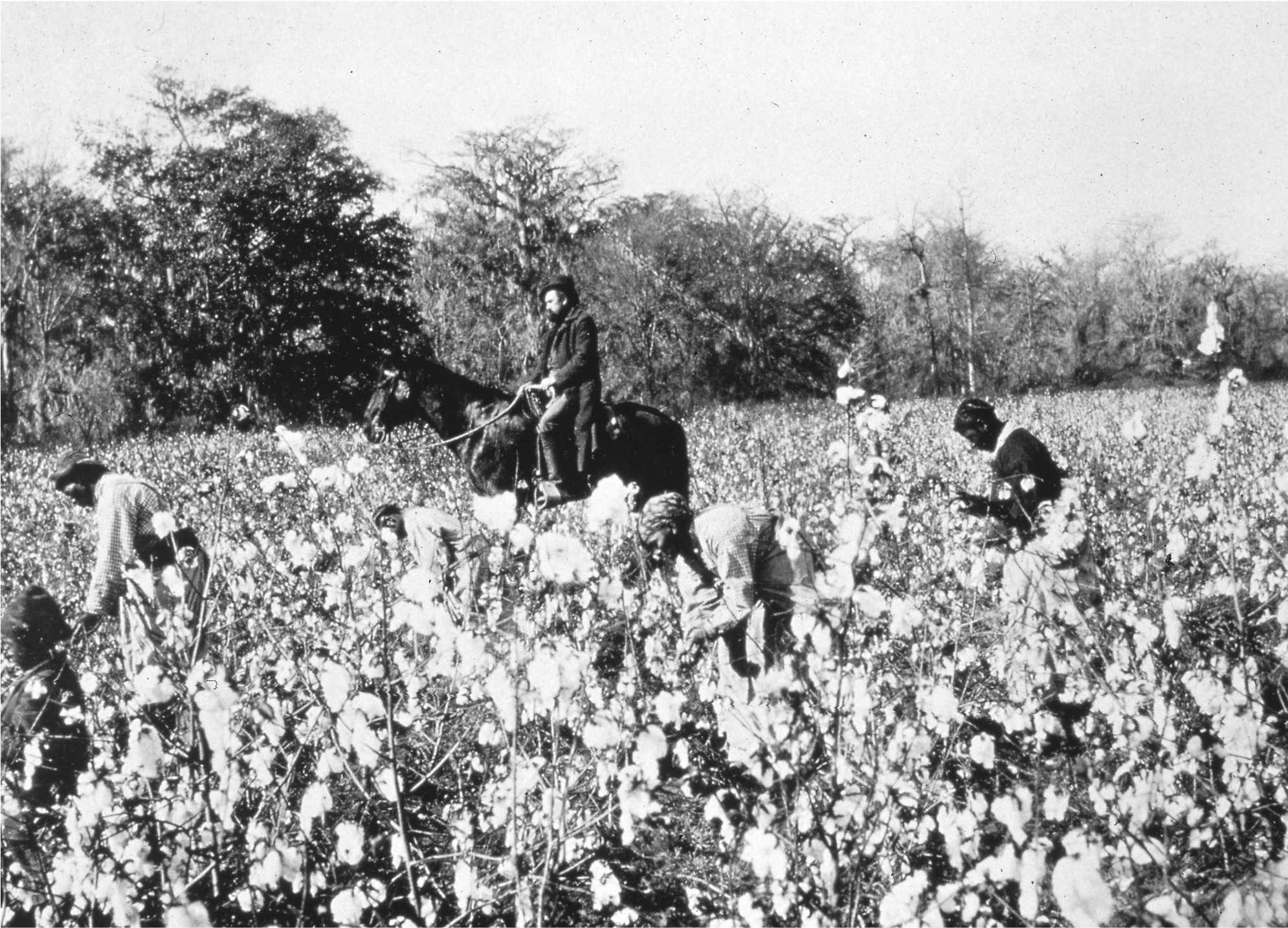
Esclaves travaillant dans une plantation de coton dans le sud des États-Unis vers 1850.

Après la mort de son mari, Sarah Polk hérite des esclaves et de la plantation du Mississippi, propriété qu'elle gère même pendant la guerre de Sécession. À l'arrivée des troupes nordistes, 9 esclaves arrivent à s'évader, et 7 d'entre eux s'engagent dans les troupes de l'Union.
De son côté, Sarah Polk réside dans sa propriété de Polk Place (en), dans le Tennessee. Elle y recueille sa petite-nièce, également prénommée Sarah et surnommée « Sallie ». De nombreuses personnalités politiques importantes du Tennessee et de l'Union lui rendent visite. Durant la guerre de Sécession, elle proclame Polk Place zone neutre et y reçoit aussi bien des représentants de l'Union que de la Confédération.
Sarah Polk meurt le 14 août 1891, quelques jours avant son quatre-vingt-huitième anniversaire. Elle est inhumée auprès de son mari à Polk Place. Leur tombe est déplacée en 1893 au Capitole de l'État du Tennessee.